# Bryodema gebleri
Bryodema gebleri är en insektsart som först beskrevs av Fischer von Waldheim 1836.  Bryodema gebleri ingår i släktet Bryodema och familjen gräshoppor.

## Underarter
Arten delas in i följande underarter:
- B. g. mongolicum
- B. g. gebleri